# Sessions from Room 4
Sessions from Room 4 è un EP realizzato della rock band statunitense Population 1.

## Tracce
1. What U Leave Behind – 5:53
2. Exit – 4:05
3. Nothing But Trouble – 4:46
4. Tragedy – 3:15
5. On And On – 4:31

## Formazione
- Nuno Bettencourt - chitarra
- Joe Pessia - basso
- Steve Ferlazzo - tastiere, seconda voce
- Kevin Figueiredo - batteria, seconda voce